# Schmidtkanal
El Schmidtkanal és un canal navegable de només 700 metres
al barri de Wilhelmsburg al port d'Hamburg a Alemanya. El canal va ser excavat el 1895 pels germans Schmidt, promotors immobiliaris, que van donar el seu nom al canal, a la resclosa i al carrer. El canal es divideix en dues parts, el canal exterior de la resclosa, sotmès a la marea, el canal interior a nivell estable. Connectava el Reiherstieg amb una dàrsena enllà del carrer Schmidts Breite, on un negoci de fusta i una fàbrica de pintures utilitzaven el canal. Al tram exterior hi havia la fàbrica –avui desapareguda– Deutscher Benzol-Vertrieb, que hi instal·lava els seus dipòsits d'hidrocarburs a un moll de 150 metres i que s'aprofitava de la connexió bimodal aigua-ferrocarril. Als anys 1980, la part enllà del carrer va ser terraplenat i el pont llevadís va ser transferit a la zona verda creada al llarg del Canal Ernst August. La resclosa, en un estat força rònec, és un monument catalogat. La resta del tram interior de la resclosa serveix com a conca de retenció de les aigües de pluja dels afores del canal terraplenat de terres pol·luïts després d'anys de fabricacions químiques.

## Referències

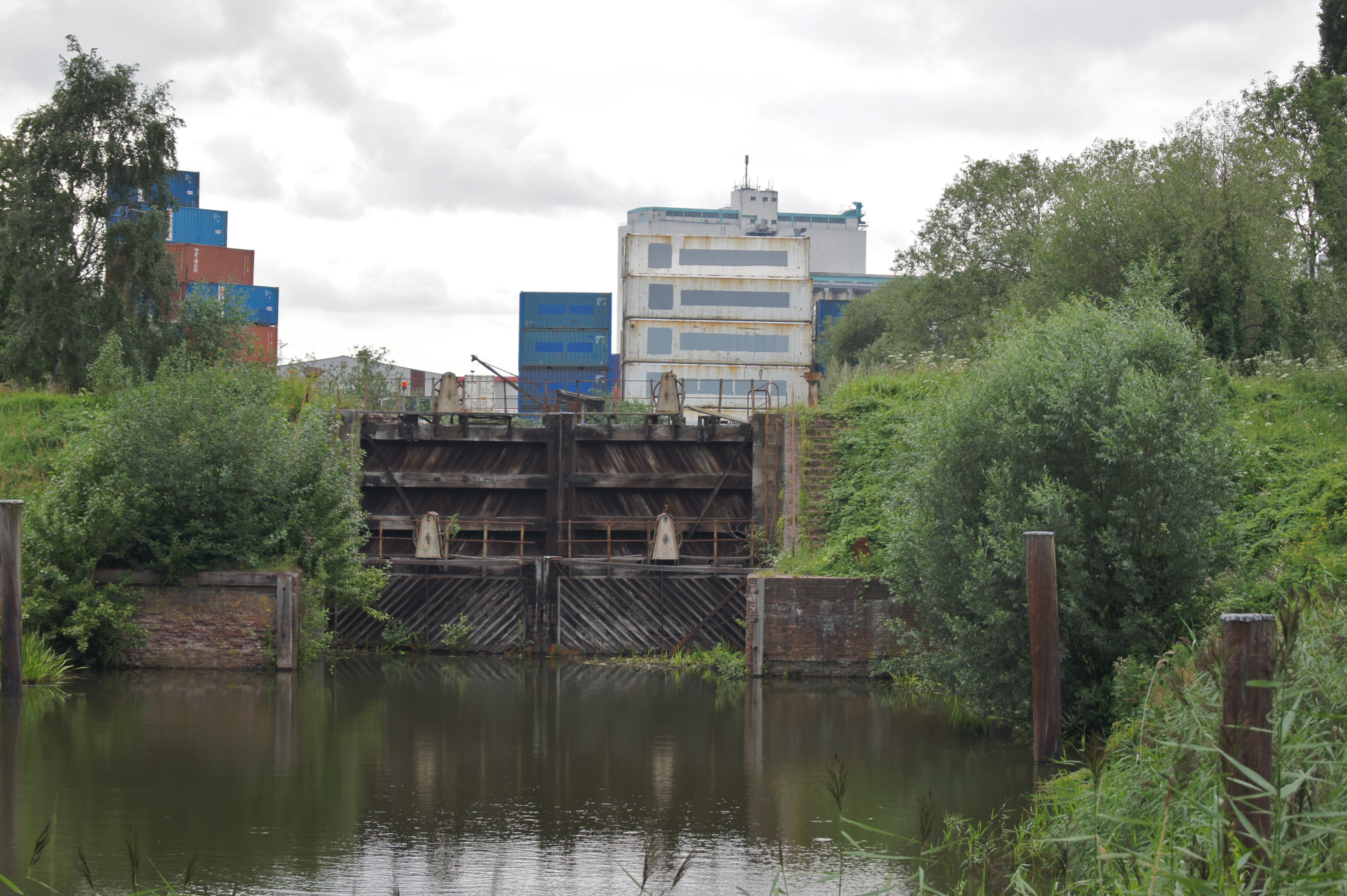
La resclosa
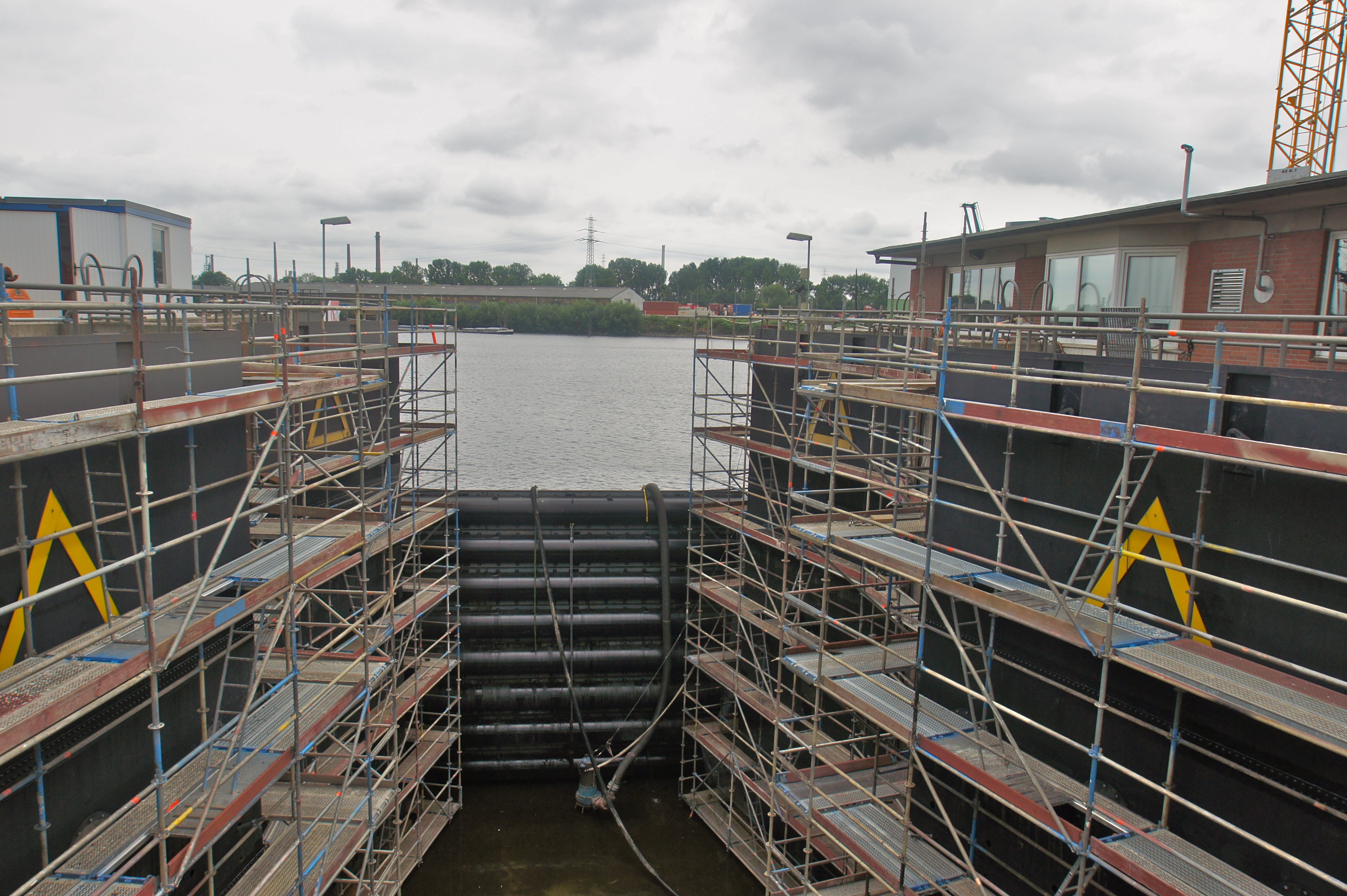
Dic movible de protecció contra les marejades (en construcció)
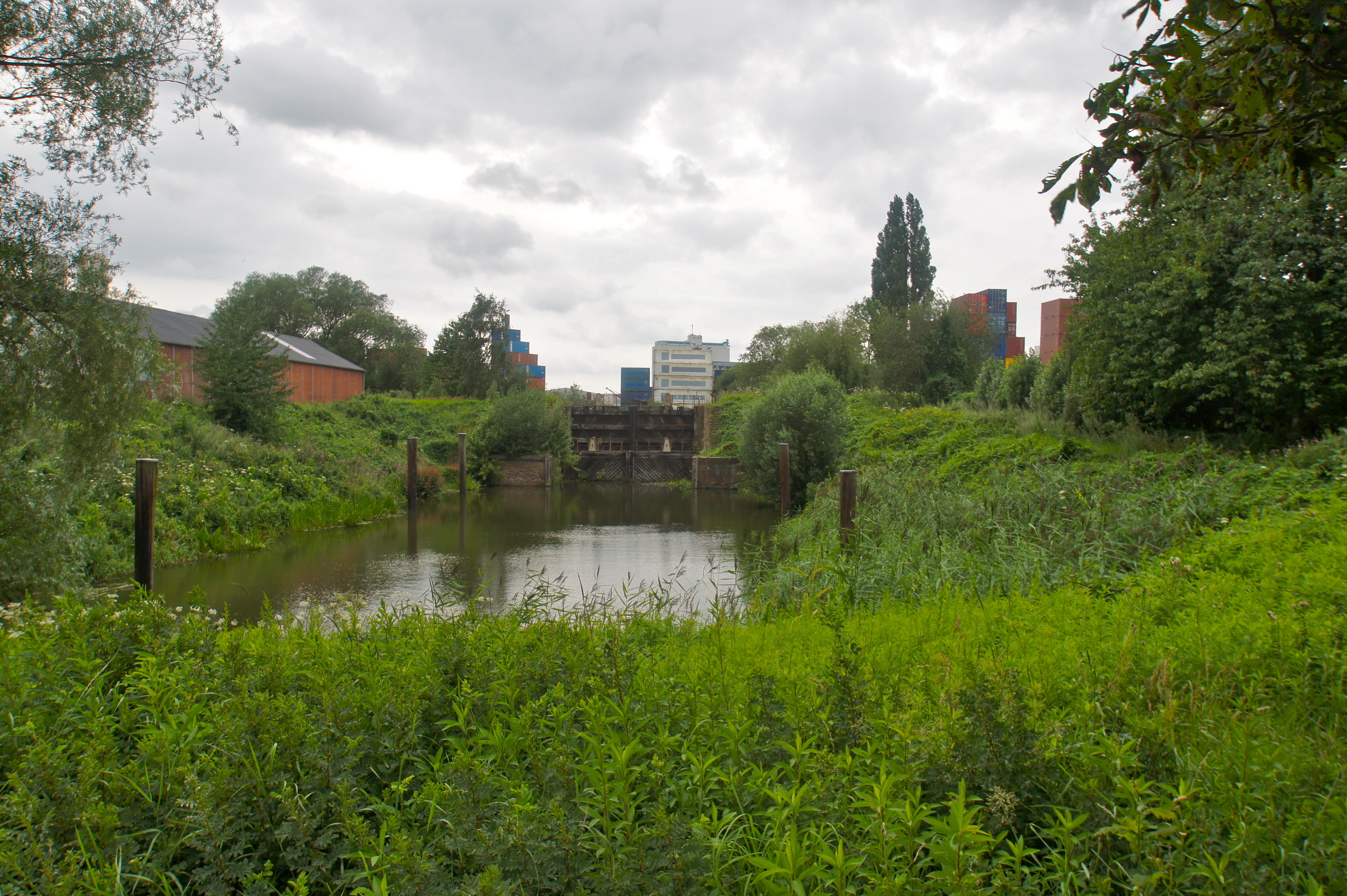
La conca de retenció, únic reste del canal interior